# Antonio Guidi
Antonio Guidi (Ferrara, 28 de octubre de 1927 – Bergamo, 17 de octubre de 2013) fue un actor de cine, televisión y de doblaje italiano.

## Biografía
Nacido en Ferrara, Guidi comenzó su carrera artística en la década de los 50. Originalmente quería ser arquitecto pero no pudo seguir por ese camino. Trabajó durante dos años en el Piccolo Teatro de Milán, cuando se convirtió en actor de teatro. Además del teatro, también trabajó en radio y el cine. Su primera aparición en el cine fue en El candoroso picapleitos (L'arcangelo) protagonizado por Vittorio Gassman y en televisión, hizo su debut en el I legionari dello spazio.
Guidi fue también actor de diblaje. Fue la voz habitual en italiano de Peter Ustinov, Peter Falk y Dominic Chianese. Entre otros fue la voz en italiano del Teniente Colombo (protagonizado por Peter Falk) en las dos últimas temporadas de la serie Colombo desde la muerte de Giampiero Albertini en 1991. Guidi se retiró en 2004.
Guidi murió en Bergamo el 17 de octubre de 2013.

## Filmografía

### Cine
- El candoroso picapleitos (L'arcangelo), de Giorgio Capitani (1969)
- El asesino está al teléfono (L'assassino... è al telefono) de Alberto De Martino (1972)
- La esposa virgen (La moglie vergine), de Marino Girolami (1975)
- Juventud armada y peligrosa (Liberi armati pericolosi), de Romolo Guerrieri (1976)
- Hanno ucciso un altro bandito (1976)
- Ombre, de Mario Caiano (1980)

### Televisión
- I legionari dello spazio|I legionari dello spazio (1966)
- Delitto di regime - Il caso Don Minzoni (1973)
- La commediante veneziana (1979)